# Большешигаевское сельское поселение
Большешигаевское се́льское поселе́ние — упразднённое муниципальное образование в Мариинско-Посадском районе Чувашии Российской Федерации.
Административным центром являлась  — деревня Большое Шигаево.

## История
Образовано Законом Чувашской Республики от 24 ноября 2004 года. Упразднено законом от 29 марта 2022 года в рамках преобразования муниципального района со всеми входившими в его состав поселениями путём их объединения в муниципальный округ. В рамках администрации муниципального округа с 1 января 2023 года функционирует территориальный отдел.

## Население
| 2010  | 2012  | 2013  | 2014  | 2015  | 2016  | 2017  |
| ----- | ----- | ----- | ----- | ----- | ----- | ----- |
| 1559  | ↘1550 | ↘1526 | ↘1493 | ↘1451 | ↘1421 | ↘1384 |
| 2018  | 2019  | 2020  | 2021  |       |       |       |
| ↘1344 | ↘1296 | ↘1279 | ↘1266 |       |       |       |

## Состав сельского поселения
| № | Населённый пункт   | Тип населённого пункта          | Население |
| - | ------------------ | ------------------------------- | --------- |
| 1 | Арзаматово         | деревня                         | ↗202      |
| 2 | Большое Шигаево    | деревня, административный центр | ↗550      |
| 3 | Большое Яндуганово | деревня                         | ↗152      |
| 4 | Малое Шигаево      | деревня                         | ↘154      |
| 5 | Малое Яндуганово   | деревня                         | ↗91       |
| 6 | Сотниково          | село                            | ↗547      |